# Каср Аль-Хадж
Каср Аль-Хадж, Gasr Al-Hājj, араб. قصر الحاج — велике укріплене зерносховище круглої форми, споруджене імовірно в VII—XIII століттях людиною на ім'я Абдалла Абу Джатла (араб. عبدالله أبوجطلة). Знаходиться в Лівії поблизу шосе Триполі — Ель-Азізія — Аль-Джош приблизно за 130 км від Триполі. Споруду було побудовано як комору для сімей з навколишніх територій в обмін на чверть їх урожаю, яку, як стверджують місцеві, власник жертвував на викладання Корану місцевим мешканцям. Будівля спочатку складалася з 114 камер, що, мабуть, відповідало числу сімей, які платили внески за користування зерносховищем до моменту відразу після його споруди. Серед місцевих мешканців поширено повір'я, що число 114 — символічне, і було обрано, щоб відповідати числу сур Священного Корану. Нині число камер збільшилося до 119 в результаті розділу декількох камер у зв'язку з суперечками про спадок. Крім того, було добудовано 29 підвальних приміщень.